# Chechło (dopływ Wisły)

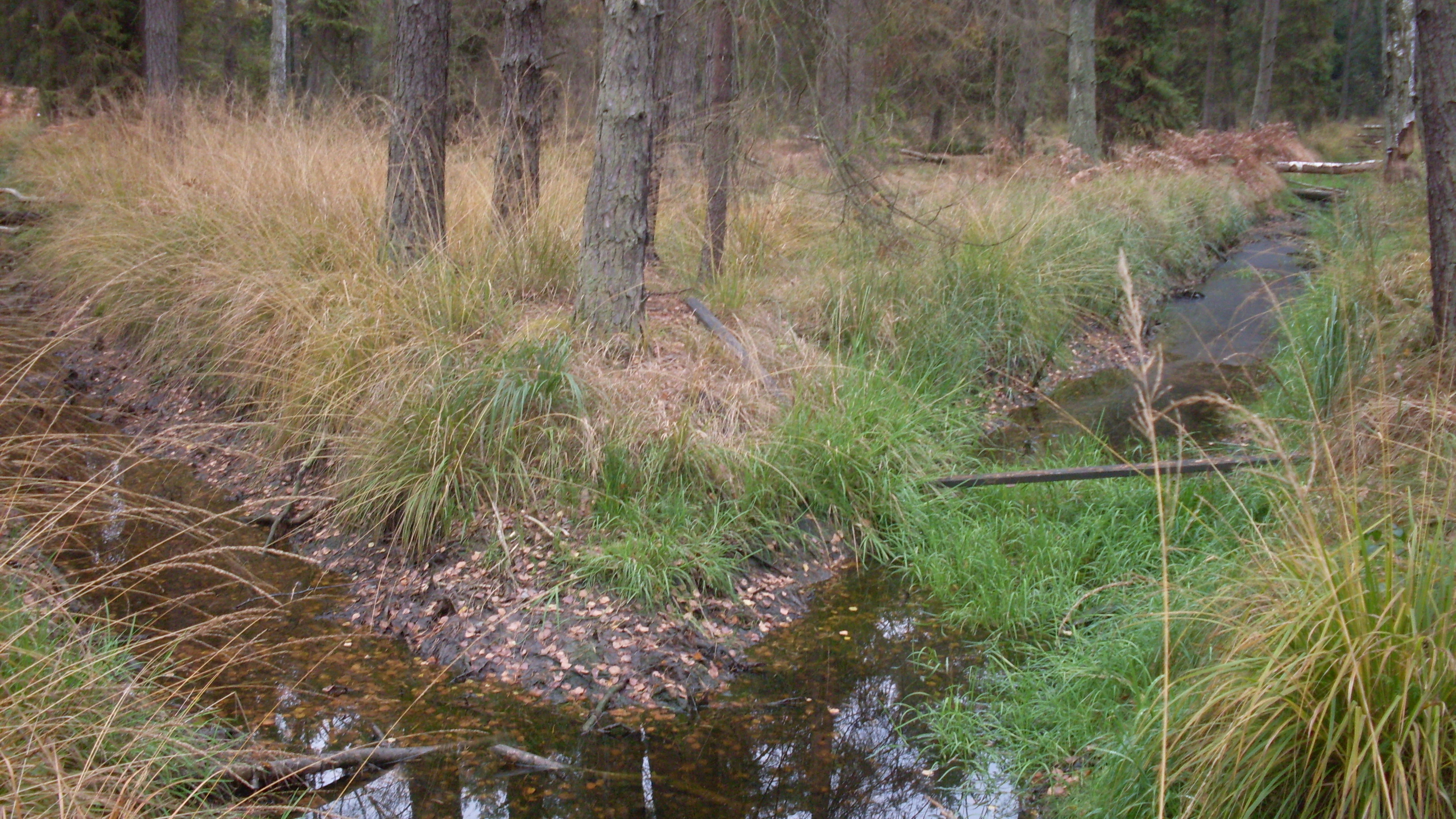
Chechło w Puszczy Dulowskiej

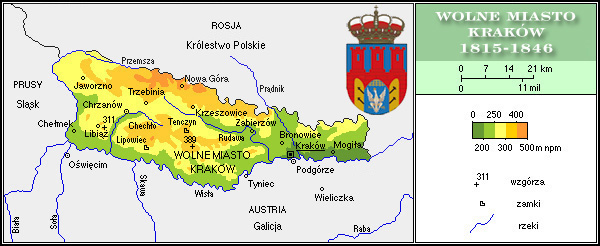
Położenie rzeki na terenie Wolnego Miasta Kraków (1815-1846)

Chechło – rzeka, lewy dopływ Wisły o długości 26 km, przebiegający w przeważającej części przez obszar powiatu chrzanowskiego, na pograniczu Wyżyny Krakowsko-Częstochowskiej i Wyżyny Śląskiej. Rzeczka wymieniona jest w dokumencie historycznym, rzekomo z 1228 roku, który przez część historyków uznany jest za fałszerstwo z XIV wieku, a stanowił podstawę do twierdzenia, że kasztelania chrzanowska należała w latach 1177/1179 do 1273 do Śląska.
Rzeka Chechło przebiega przez obszar gmin: Krzeszowice, Trzebinia, Chrzanów, a dalej aż do ujścia do Wisły stanowi granicę między gminami Libiąż i Babice.
Chechło bierze swój początek ze stawów, mokradeł i torfowisk Puszczy Dulowskiej, położonej na terenie Niecki Dulowsko-Chrzanowskiej, na wysokości 230–300 m n.p.m. Mniej więcej w połowie długości rzeki zlokalizowane jest Jezioro Chechelskie, będące założonym w latach 60. zbiornikiem zaporowym o powierzchni 54 ha i długości ok. 1,5 km. Głównymi dopływami są potoki Luszowianka (Luszówka), Młoszówka i ciek Ropa. Górny odcinek rzeki jest interesujący przyrodniczo. Chechło uchodzi do Wisły w okolicach Mętkowa.

## Przyroda
Rzeka przepływa głównie przez bory sosnowe, miejscami przez bór bagienny. W bezpośrednim sąsiedztwie koryta rosną olsy, a miejscami las łęgowy. Świat zwierzęcy rzeki i jej bezpośredniego sąsiedztwa reprezentują między innymi: rak szlachetny, minóg strumieniowy, płoć, okoń, szczupak, brodziec samotny, zimorodek, żuraw, bóbr europejski i wydra.